# Mellomkvarnsbäcken
Mellomkvarnsbäcken är en mindre å som rinner från Karstorpasjön i Skövde kommun genom ett relativt flackt landskap till Ösan.